# 신카나야 로고트레인
| 1.       | 용도정보           |
| -------- | ------------------ |
| 일본어   | 新金谷ロゴトレイン |
| 소속     | 오이가와 철도      |
| 작용차량 | 로고트레인 니아호  |
| 소유자   | 오이가와 철도      |
| 2.       | 경로정보           |
| 현재기점 | 신카나야 승강장    |
| 현재종점 | 신카나야 본사역    |
| 사용노선 | 오이가와 대행로    |
| 개통일   | 2024년 7월 25일    |
| 도로길이 | 18.5km             |

신카나야역을 돌아다니는 자동차이다.

## 개요
2024년에 개통한 로고트레인이다. 키칸샤 토마스호가 10주년을 맞이하여 개통한 차량이라고 한다.

## 운행형태
토마스가 운행하는 기간에만 운행한다.
로고트레인 니아호는 신카나야 승강장에서 신카나야 본사역까지 왕복운행을 한다.
보통 하루에 1~2왕복이지만 성수기에는 3왕복까지 한다.